# 21.º Ejército (Alemania)
El 21.º Ejército fue un ejército de campo alemán durante la II Guerra Mundial.
El 17 de abril de 1945, hacia el fin de la guerra en Europa, el 21.º Ejército fue creado a partir del Cuartel General del 4.º Ejército como parte del Grupo de Ejércitos Vístula (Heeresgruppe Weichsel) y luchó hasta el 8 de mayo de 1945.

## Comandantes
| N.º | Retrato | Comandante                                               | Desde               | Hasta             |
| --- | ------- | -------------------------------------------------------- | ------------------- | ----------------- |
| 1   |         | General der Infanterie Kurt von Tippelskirch (1891-1957) | 27 de abril de 1945 | 8 de mayo de 1945 |